# Hans Erich Slany
Hans Erich Slany (* 26. Oktober 1926 in Böhmisch Wiesenthal, Tschechoslowakei; † 22. September 2013 in Esslingen am Neckar) war ein deutscher Designer und Hochschullehrer.
Er war neben Dieter Rams und Hans Gugelot ein prominenter Vertreter des Industriedesigns in der Bundesrepublik. Er gründete und leitete das Designstudio Slany Design, war Professor für Industriedesign und ein Gründungsmitglied des Verbandes Deutscher Industrie Designer e.V (VDID).

## Leben
Slany wurde zur Wehrmacht eingezogen und geriet in Kriegsgefangenschaft. Nach Kriegsende kehrte er nach Esslingen zurück und erlangte im Jahr 1948 einen Abschluss in Maschinenbau von der Hochschule Esslingen. Dann nahm er eine Stelle als Produktentwickler und Assistent der technischen Leitung bei der Firma Ritter Aluminium GmbH in Esslingen an.
Später arbeitete er zwei Jahre für die Styling-Abteilung der Daimler AG in Sindelfingen. Dort arbeitete er unter anderem am Flügeltürer Mercedes-Benz 300SL. Außerdem entwickelte er mit Heinrich Löffelhardt das Design der Zeiss Ikonette Kompaktkamera, eine der ersten Kameras mit Kunststoffgehäuse. Dann wandte er sich an die Robert Bosch GmbH mit Ideen für Elektrowerkzeuge in Kunststoffgehäusen. Basierend auf diesen Ideen und Vorschlägen gab die Robert Bosch GmbH das Buch „Der Einfluss der Ergonomie auf das Design von Elektrowerkzeugen“ heraus, als Nachschlagewerk für ihre Ingenieure und auch als Publikation für die Wanderausstellung „Arbeit erleichtern: Ergonomie für Elektrowerkzeuge“.
Im Zuge des von der Landesregierung Baden-Württemberg seinerzeit aktivierten Design-Ausbaus an der Staatlichen Akademie der Bildenden Künste Stuttgart wurde Hans Erich Slany zum Wintersemester 1986/87 auf eine neuerrichtete Professur für Investitionsgüter-Design berufen, die er bis zu seiner Emeritierung 1991 innehatte. Der viersemestrige, unter seiner Leitung aufgebaute, in Deutschland einzigartige Studiengang, der zum Wintersemester 1987/88 anlief, war „Diplom-Ingenieuren vorbehalten und setzt[e] ein abgeschlossenes Studium in den Fachrichtungen Maschinenbau/Maschinentechnik an einer wissenschaftlichen Hochschule, einer Fachhochschule oder einer Berufsakademie oder einen vergleichbaren Abschluss im Ausland voraus“. Trotz internationaler Resonanz auch unter Slanys Nachfolger George Teodorescu wurde der Studiengang 2012 von der Akademie eingestellt.
Die Sudetendeutsche Akademie der Wissenschaften und Künste berief Hans Erich Slany 1989 zum ordentlichen Mitglied der Klasse der Künste und Kunstwissenschaften.
Slany war es wichtig, mit Unternehmen die Kultur des Teamworks zu leben und Projekte im engen Austausch zu entwickeln. Er sagte: „Früher arbeiteten Gestalter oft isoliert und nur mit künstlerischen Gestaltungskriterien, beeinflusst durch unterschiedliche kulturelle Anschauungen. Der Industriedesigner heute arbeitet systematisch. Er analysiert, vergleicht, prüft und gestaltet erst dann… Ein kreatives, lebendiges Designteam bringt die besten Voraussetzungen für innovative Anregungen, die in den bereichsübergreifenden Entscheidungsprozess einfließen.“
Im Jahr 1956 gründete Hans Erich Slany das Designstudio Slany Design. Er zog sich 1996 aus dem Unternehmen zurück, das heute TEAMS Design heißt.

## Verband Deutscher Industrie Designer
Slany gründete mit den Designern Arno Votteler, Karl Dittert, Hans Theo Baumann, Herbert Hirche, Günter Kupetz, Rainer Schütze und Peter Raacke den Verband Deutscher Industrie Designer e.V. Baumann war bis 1970 der erste Präsident des Verbandes. Man wollte einen Interessensverband schaffen, um das Berufsbild des Designers adäquat in der Öffentlichkeit zu vertreten, Mitglieder in rechtlichen Dingen zu beraten und ganz allgemein sowohl Austausch wie Weiterbildung zu fördern. Slany trug maßgeblich dazu bei, den VDID in den Council of Societies of Industrial Design (ICSID) zu führen. Der VDID arbeitet heute auch eng mit dem Verband Deutscher Mode- und Textildesigner (VDMD) unter dem Dach des Deutschen Designer Verbands (DDV) zusammen.

## Ehrungen
- 1985: Ehrendoktor der Berliner Kunstakademie
- 1996: Bundesverdienstkreuz